# Сквер Памяти Героев
Сквер Памяти Героев — городской парк Смоленска, одна из достопримечательностей города. Расположен в самом центре, у Смоленского кремля.
Здесь у крепостной стены захоронены люди, отдавшие свою жизнь за народ и Отечество. Подобных мемориалов на территории России всего два: первый это известное всем захоронение на Красной площади в Москве, второе — в городе-герое Смоленске.

## История сквера

### Создание

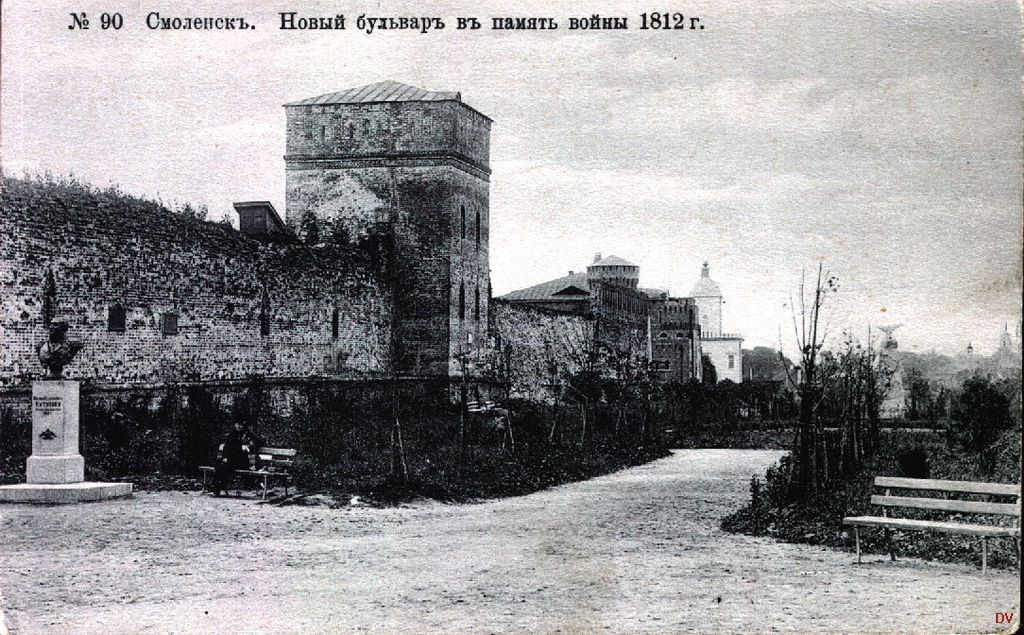
Бульвар 1812 года с бюстом Кутузова, памятными скрижалями на стене и памятником с орлами. Фотография 1910-х годов.

Облагораживание пустыря вдоль крепостной стены началось к 100-летию Отечественной войны 1812 года. В январе 1911 года Смоленская городская Дума постановила:

"Устроить бульвар возле крепостной стены на протяжении от Ильинского пролома до памятника П. И. Энгельгардту и С. И. Шубину включая и последний и назвать этот бульвар и сооружаемое здесь здание начального городского училища «Бульваром и начальным городским училищем в память 1812 года».

6 августа 1912 года, в дни празднования юбилея войны 1812 года, в сквере был заложен, а 10 сентября 1913 года открыт, знаменитый «Памятник с орлами» (автор - инженер-подполковник Н. С. Шуцман, скульптор С. Р. Надольский).
26 августа 1912 года в честь юбилея Бородинской битвы были открыты бронзовый бюст М. И. Кутузова (скульптор М. И. Страховская) и Городское начальное училище памяти 1812 года. Внешний вид здания напоминал средневековой замок, и был встроен в крепостную стену символизируя своим видом воинскую доблесть и древность. В настоящее время в этом здании расположен музей «Смоленщина в годы Великой Отечественной войны».
С 1911 года это место именуется «Сквером памяти 1812 года».

### Посещение сквера царём

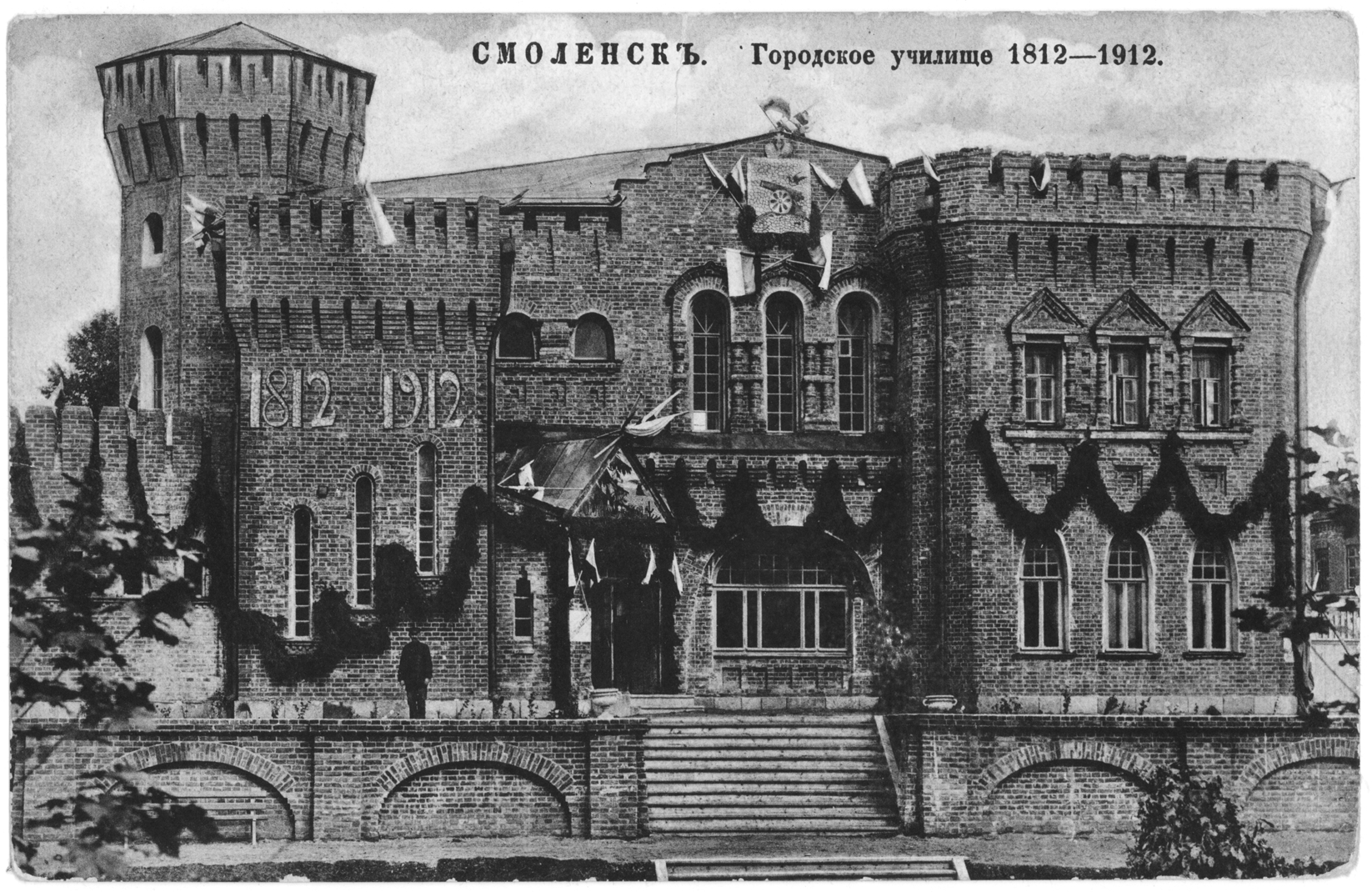
Смоленское городское училище (ныне — музей Великой Отечественной войны) во время празднования 100-летия Отечественной войны 1812 года.

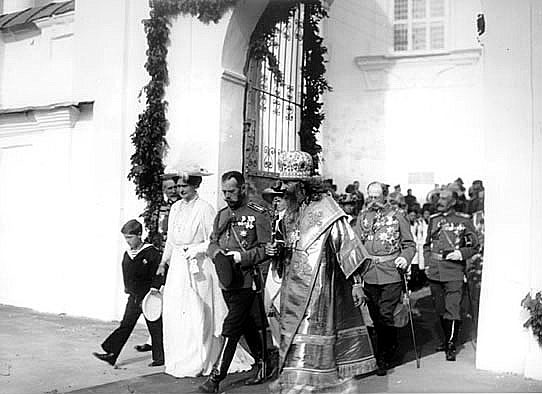
Император Николай II с женой и сыном во время визита в Смоленск. 31 августа 1912 года.

31 августа 1912 года посетивший Смоленск с визитом российский император Николай II в торжественной обстановке перерезал ленточку и открыл «Бульвар 1812 года». В том же 1912 году на стене, выходящей в сквер, было укреплено 19 мемориальных литых чугунных досок в память воинских соединений, совершивших подвиги в Смоленском сражении 4 −5 августа 1812 года. На сегодняшний день их сохранилось 10.

### Дальнейшая история сквера

Бюст Барклая-де-Толли

Бюст Багратиона

В 1920-х годах он утрачивает своё название, и народ начинает называть его просто «Кутузовский садик» (из-за установленного здесь бюста М. И. Кутузова), а официально — сад «Динамо». Здесь для смолян работали летний деревянный театр и ресторан. Сквер как бы дополнял Парк культуры и отдыха.
28 сентября 1968 года, в дни празднования 25-летия освобождения Смоленщины от немецко-фашистских захватчиков, после торжественного митинга в сквере Памяти Героев был зажжен Вечный огонь. Он был доставлен на бронетранспортёре из Москвы от Могилы неизвестного солдата. Зажег огонь Герой Советского Союза смолянин М. А. Егоров, водрузивший в 1945 году Знамя Победы над рейхстагом. У Вечного огня был установлен пост № 1, несение которого доверялось лучшим пионерам и школьникам Смоленска. Он просуществовал до начала 90-х годов.
В 1972—1973 годах сквер расширили, в него был открыт проход со стороны ул. Дзержинского. Вечный огонь был перенесен из центра к подножию башни Донец. Бюст М. И. Кутузову был перемещен на новое место, перед ним была уложена плита со словами из послания фельдмаршала к смолянам.
Современный вид сквер Памяти Героев приобрел в 1975 году. К 30-летию Победы была проведена реконструкция и установлена гранитная стела со словами Н. Рыленкова:

Товарищ, помни: здесь погребены
Твоей Отчизны верные сыны,
Что за неё не пожалели жизни.
Они свой долг исполнили сполна,
Прочти и повтори их имена
И, как они, учись служить Отчизне.

В 1983 году сооружение Вечного огня было частично реконструировано. В 1987 году в сквере Памяти Героев были установлены бюсты полководцев Отечественной войны 1812 года: М. Б. Барклаю-де-Толли, П. И. Багратиону, Д. С. Дохтурову, Д. П. Неверовскому и Н. Н. Раевскому. В 2011 году был установлен бюст генерала Оленина (автор Фишман П. А.).
В 2000 году в сквере была уложена брусчатка, а на могиле М. А. Егорова установлен бронзовый бюст (автор Сергеев А. Г.).
24 сентября 2006 г., в день проведения в Смоленске 14-го Слета городов-героев СНГ, в память о подвиге защитников Отечества в годы Великой Отечественной войны 1941—1945 гг., была открыта Аллея городов-героев.
13 бетонных обелисков выстроились в ряд вдоль крепостной стены в сквере Памяти Героев. На каждом из них установлены медаль “Золотая Звезда” и название города-героя. Внутри обелисков заложены капсулы с землей с мест боев в городах-героях. 8 мая 2015 года к ним добавили еще два обелиска расположенных на Смоленщине Городов воинской славы - Ельни и Вязьмы.
  15 июля 2015 года в сквере торжественно открыли аллею Героев, состоящую из семи стел, на которых размещены фамилии 256 смолян, удостоенных звания Героев Советского Союза, 8 Героев Российской Федерации и 44 полных кавалеров ордена Славы.
Семь двусторонних стел установлены с правой стороны вдоль центрального прохода в сквере Памяти Героев, четыре стелы до Вечного огня и три – после него. 
   8 мая 2019 года в сквере Памяти Героев появилась аллея Городов воинской славы России. 4 бетонных обелиска выстроились в ряд вдоль крепостной стены, как продолжение аллеи городов-героев. На каждом из них представлен перечень Городов воинской славы.

## Некрополь
После завершения Смоленской наступательной операции с осени 1943 по весну 1944 года с западных районов области было проведено 11 наступательных операций на Оршанско-Витебском направлении. Все они не имели успеха и сопровождались большими потерями со стороны советских войск. Военные Советы Армий входивших в Западный фронт принимали решения о захоронении павших в боях командиров и политработников в Смоленске.
Захоронения погибших советских воинов у крепостной стены начались стихийно. Первым, 18 октября 1943 года, со всеми воинскими почестями был похоронен начальник политотдела 21-й армии гвардии полковник Столяров В. П.
В 1943 году по решениям Военных Советов армий Западного фронта было захоронено 12 человек. В 1944 году  - еще 24 человека.
В 1945 году — полковник медицинской службы Порашубский И. Н. — начальник Управления госпиталей советских войск в Германии (умер от сердечного приступа 16 октября 1945 года в Германии).
В 1946 году — сержант милиции Алексеева А. С. — погибшая на боевом посту от рук бандитов. В мае 1947 года — Герой Советского Союза партизан Куриленко В. Т. — погибший в 1942 году и похороненный ранее в д. Выставка Демидовского района Смоленской области.
В 1968 году, к 25-летию освобождения Смоленска, было принято решение произвести реконструкцию сквера Героев Отечественных войн (послевоенное название сквера). Вдоль крепостной стены были установлены 39 гранитных плит черного цвета размером 0,6 х 1,3 метра. Над ними установлены мемориальные доски с указанием звания, фамилии, имени, отчества, дат рождения и смерти (резчики по камню В. М. Румянцев и Н. М. Литвинов). Под руководством архитектора Д. П. Коваленко был сооружен комплекс Вечного огня. Он располагался в центре сквера напротив захоронений.
13 августа 1971 года у крепостной стены были захоронены останки Героя Советского Союза полковника Губенко А. А. (1908—1939) — заместителя командующего авиацией Белорусского особого военного округа. Звание Героя Советского Союза получил в 1939 году за героизм в боях с японцами, первым совершив таран в небе Китая. Погиб в авиационной катастрофе в 1939 году и был захоронен ранее в Смоленске на «Польском кладбище» по улице Урицкого.
В 1975 году у крепостной стены был похоронен Герой Советского Союза гвардии старший сержант смолянин М. А. Егоров (1923—1975) — разведчик 150-й Идрицкой стрелковой дивизии, водрузивший в 1945 году Знамя Победы над рейхстагом. Погиб в автомобильной катастрофе.

## Список захороненных в Сквере Памяти Героев

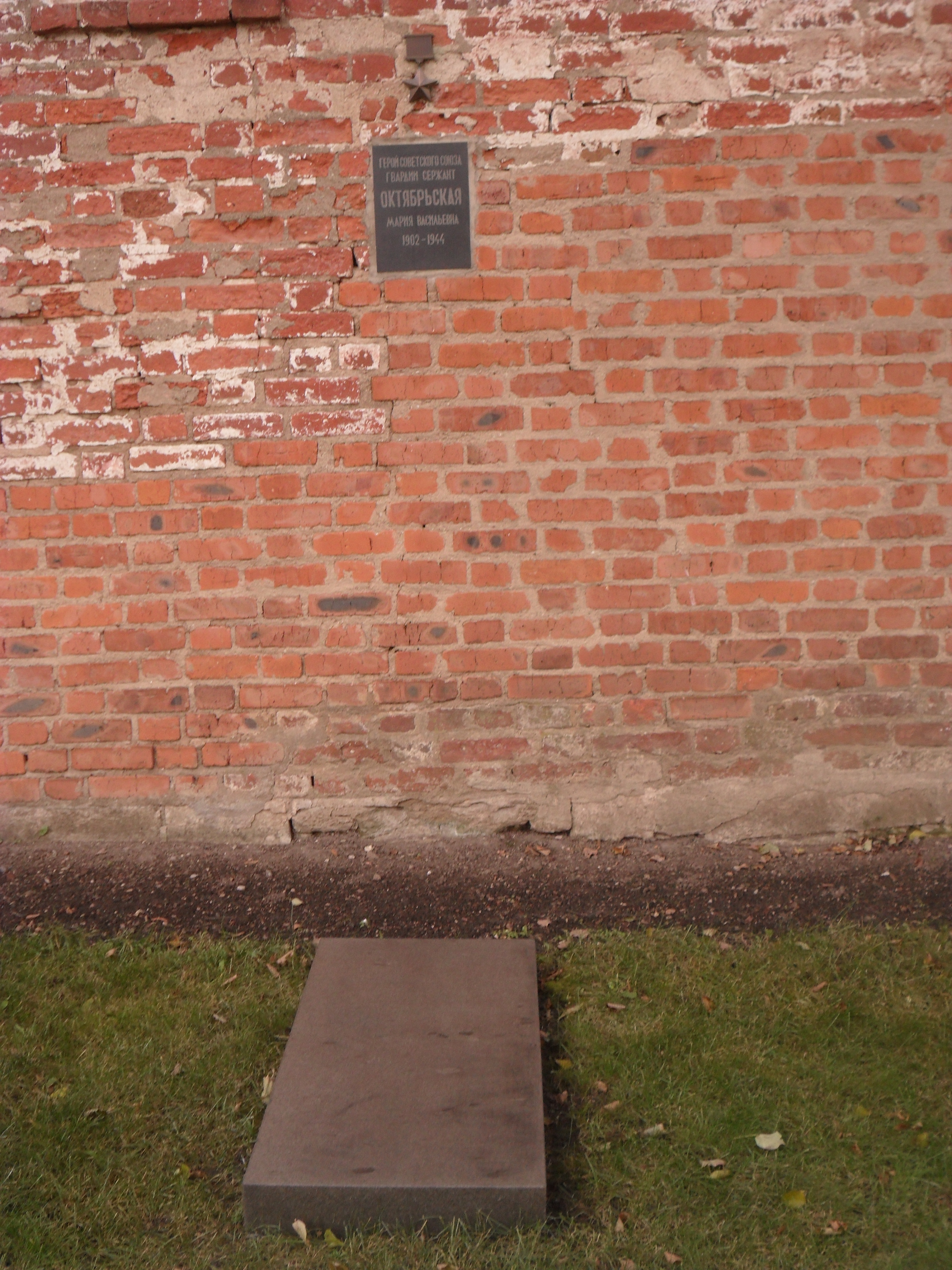
Могила Героя Советского Союза Марии Октябрьской

- Полковник Лозинцев Михаил Алексеевич[2] (?.06.1905 — 06.02.1944)
- Гвардии майор Курочкин Степан Петрович (05.01.1915 — 23.03.1944)
- Инженер-капитан Ривош Аркадий Осипович (29.05.1910 — 08.02.1944)
- Гвардии полковник Луценко Трофим Павлович (28.04.1905 — 20.03.1944)
- Полковник Каплун Андрей Аввакумович (20.10.1909 — 04.03.1944)
- Гвардии полковник Королевский Матвей Михайлович (01.08.1904 — 05.03.1944)
- Полковник Панкратов Василий Прохорович (23.03.1907 — 06.01.1944)
- Полковник Белянов Федор Петрович (28.02.1908 — 30.11.1943)
- Старший лейтенант Федотов Николай Сергеевич (??.??.1914 — 06.11.1943)
- Гвардии майор Крюченков Николай Никитович (12.04.1917 — 07.11.1943)
- Гвардии полковник Столяров Владимир Петрович (09.03.1908 — 16.10.1943)
- Майор Немков Леонид Николаевич (08.02.1922 — 24.10.1943)
- Полковник Плотников Анатолий Меркурьевич (06.05.1903 — 10.11.1943)
- Старший лейтенант Вербовой Николай Пантелеймонович (04.12.1907 — 06.11.1943)
- Капитан госбезопасности Федосюк Андриан Михайлович (02.02.1903 — 24.12.1944)
- Полковник Скоробогатый Владимир Петрович (01.09.1896 — 23.10.1943)
- Полковник Сакаев Усман Минибаевич (31.07.1906 — 08.02.1944)
- Майор Перетрухин Александр Васильевич (03.03.1919 — 23.10.1943)
- Майор Губенков Владимир Моисеевич (?.?.1916 — 08.02.1944)
- Майор Симонов Николай Гаврилович (09.05.1904 — 23.10.1943)
- Сержант милиции Алексеева Анастасия Сидоровна (06.05.1922 — 19.12.1946)
- Гвардии подполковник Балиоз Федор Герасимович (25.09.1907 — 07.12.1943)
- Подполковник Федоров Ефим Филиппович (13.10.1894 — 26.12.1943)
- Полковник медицинской службы Порашубский Иосиф Наумович (23.01.1889 — 16.10.1945)
- Генерал-майор Иванов Александр Константинович (21.09.1896 — 10.01.1944)
- Полковник Михлин Файвель Иосифович (24.02.1902 — 10.05.1944)
- Полковник Панов Федор Апполонович (08.12.1901 — 15.01.1944)
- Подполковник Берестюков Никита Григорьевич (23.04.1904 — 16.05.1944)
- Гвардии полковник Савченко Василий Лукич (27.02.1905 — 09.01.1944)
- Подполковник Полуместный Георгий Исаевич (30.04.1906 — 11.01.1944)
- Майор Закатов Владимир Антонович (02.07.1909 — 01.01.1944)
- Полковник Сыщук Емельян Федорович (04.08.1913 — 14.06.1944)
- Гвардии полковник Зуев Василий Петрович (22.03.1900 — 09.02.1944)
- Полковник Яковленко Севастьян Яковлевич (10.09.1901 — 09.02.1944)
- Полковник Гладченко Павел Алексеевич (01.06.1900 — 03.02.1944)
- гвардии сержант Октябрьская Мария Васильевна (16.08.1902 — 15.03.1944)
- партизан Куриленко, Владимир Тимофеевич (25.12.24 — 14.05.1942)
- полковник Губенко, Антон Алексеевич (12.02.1908 — 31.03.1939)
- гвардии старший сержант Егоров Михаил Алексеевич (05.05.1923 — 20.06.1975)